# Нордермер
Нордермер (нід. Noordermeer) — селище в нідерландській провінції Північна Голландія. Входить до муніципалітету Коггенланд.
Перша згадка про населений пункт датується 1575 роком. Наразі у селищі нараховується близько 25 будинків.